# Guilty (Mike-Oldfield-Lied)
Guilty (englisch für „schuldig“) ist ein Lied des britischen Komponisten und Multiinstrumentalisten Mike Oldfield aus dem Jahr 1979.

## Inhalt und Hintergrund
In den Monaten zwischen der Veröffentlichung seines vierten Albums Incantations (November 1978) und dem Beginn seiner Tour of Europe (März–Mai 1979), der ersten Live-Tournee in seiner Karriere, hielt sich Mike Oldfield in New York City auf und plante in den dortigen Electric Lady Studios eine gemeinsame Jam-Session mit den seiner Meinung nach besten Musikern, die er dort ausfindig machen konnte. Die befreundete Sängerin Clodagh Simonds, mit der Oldfield bereits 1975 auf seinem Album Ommadawn zusammengearbeitet hatte, war mit dem US-amerikanischen Minimal-Music-Komponisten Philip Glass bekannt, und stellte Oldfield dessen Toningenieur Kurt Munkacsi vor, der die Studiomusiker für diese Session buchte. Während dieser Session entstanden erste Aufnahmen für Oldfields nächstes Studioalbum Platinum, sowie das für Oldfields Verhältnisse ungewöhnlich discolastige Stück Guilty. Letzteres entstand aus Oldfields Wunsch, einen Up-tempo-Song zu schaffen, der auf einer interessanteren Akkordstruktur basiert als sie für Disco-Musik typisch ist. Sie basiert auf einem Quintenzirkel-Akkord, der zuvor als Leitmotiv des Albums Incantations des Musikers verwendet wurde. Zu dem selbstanklagenden Songtitel Guilty wurde Mike Oldfield nach eigener Aussage durch die Exegesis-Therapie inspiriert, der er sich während den Arbeiten an Incantations unterzog, um seine psychischen Probleme in den Griff zu bekommen.
Nachdem Oldfield mit den Aufnahmen dieser Sessions nach Großbritannien zurückgekehrt war, überarbeitete er Guilty geringfügig für die Single-Veröffentlichung und ließ Steve Winwood einige zusätzliche Spuren auf dessen Hammondorgel einspielen. Obwohl Oldfield selbst nicht an einen großen Erfolg in den Singlecharts glaubte, war Simon Draper, der damalige Vorsitzende von Virgin Records, vom Hitpotenzial des Liedes sofort überzeugt. Oldfield dazu: „Ich erinnere mich, wie ich das Band nach England mitnahm und es Simon Draper in seinem Büro vorspielte, und er sagte: ‚Es ist ein Hit!‘ Ich dachte, er müsse sich geirrt haben, da es überwiegend instrumental war, aber er hatte recht. Ich musste bei Top of the Pops auftreten und Guilty war eine Hit-Single.“

## Veröffentlichung
Guilty erschien am 21. April 1979 als Non-Album-Singleveröffentlichung und tauchte, abgesehen von einer Liveversion auf dem Livealbum Exposed, bis zur Veröffentlichung der Kompilation The Complete Mike Oldfield (1985) auf keinem regulären Mike Oldfield-Album auf. Auf der B-Seite der Single war ein kurzer, vierminütiger Ausschnitt aus Incantations, Part Four enthalten.

## Musikvideos
Das ursprüngliche Musikvideo zu Guilty ist im farbenfrohen Cartoon-Stil gehalten. Ein zweites Musikvideo zu Guilty 2013 (eine gekürzte Version des „Guilty Electrofunk Mix“ aus dem Mike Oldfield/York-Remix-Album Tubular Beats) wurde 2013 von earMusic veröffentlicht.

## Chartplatzierungen
| ChartsChartplatzierungen     | Höchstplatzierung | Wochen |
| ---------------------------- | ----------------- | ------ |
| Vereinigtes Königreich (OCC) | 22 (8 Wo.)        | 8      |